# 前橋市赤城少年自然の家
前橋市赤城少年自然の家は群馬県の赤城山(標高1,354m)山頂にある前橋市立の研修宿泊施設。カルデラ湖である大沼の湖畔に立地する。前橋市立の中学校は、ここを林間学校の宿泊地として利用する。また、児童を中心とした主催事業やAKAGIアクティビティ倶楽部という大人向けのデイキャンプも定期的に実施している。
前橋市の名前がついているが、指定管理者は株式会社ＮＳＰ群馬である。

## 概要
規律・協同・友愛・奉仕がキーワードとなっている。
青少年の育成を目的とした教育施設である。

## 所在地
群馬県前橋市富士見町赤城山1-2

## 施設
館内は地下1階と地上1、2階まである。その他にも艇庫やキャンプ場等がある。。

### 居室
201号室から210号室まである。各部屋に赤城山にちなんだ名前がついている。この10部屋は24人定員である。
その他に8人定員のリーダー室が2部屋ある。総合計256人が宿泊できる。

### 艇庫

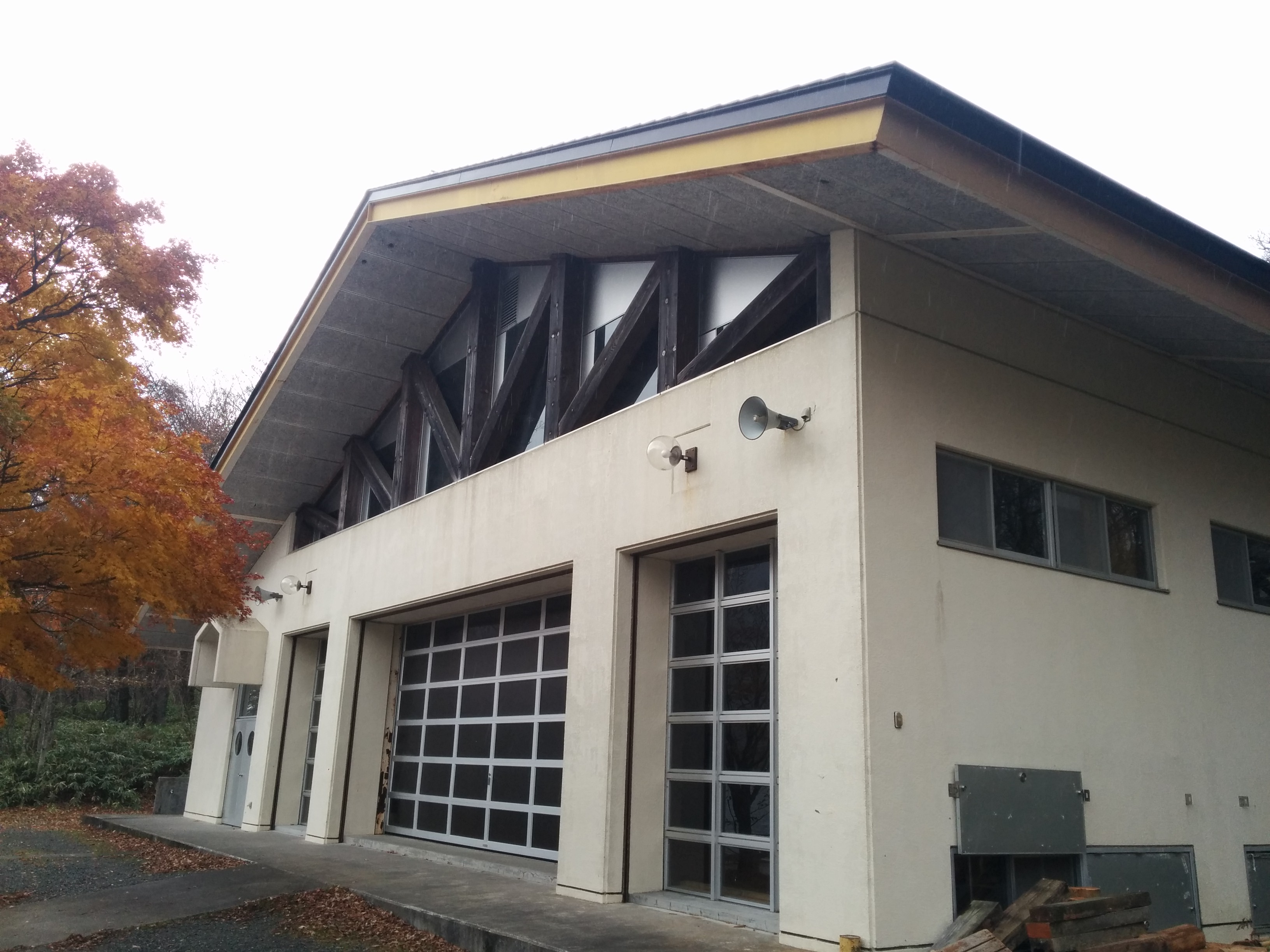
前橋市赤城少年自然の家 艇庫（体育館）

5月から10月まで使用ができる。カッター船舶の乗り場が近くにあり、救命胴衣の置き場などもある。カッター船舶は全部で6艇あり、最大42人まで乗れる。体育館としても使用される。

### その他
研修室、食堂、談話室、浴室（浴槽＆シャワー男女各12ヶ所）、身障者用浴室、乾燥室、キャンプ場・炊事場（7月と8月だけ利用可能）

## 主催イベント
- 昆虫探検隊
- 綺麗な景色を見に行こう！
- 夏の大冒険キャンプ!
- からっかぜデイキャンプ
- ものづくりにチャレンジ！
- ビギナースキー教室
- スノーシューハイキング
- 若草キャンプin赤城

## AKAGIアクティビティ倶楽部
- ツリーイング＆焚火キャンプ飯プラン
- つつじハイキング＆森林ヨガプラン
- テントサウナ体験・ととのいキャンププラン
- 森林ヨガ・ノルディックウォークプラン
- スノーシュー・テントサウナプラン